# Saint-Pierre-de-l'Isle

Saint-Pierre-de-l'Isle este o comună în departamentul Charente-Maritime, Franța. În 1 ianuarie 2022 avea o populație de 268 de locuitori.